# پالائو پسفیک ایرویز
پالائو پسفیک ایرویز (به انگلیسی: Palau Pacific Airways) یک شرکت هواپیمایی است که در تاریخ ۱ نوامبر ۲۰۱۴ میلادی تأسیس شده و در تاریخ ۱۱. نوامبر ۲۰۱۴ فعالیتش را آغاز کرده‌است. این شرکت هواپیمایی به ۱مقصد، پرواز مستقیم انجام می‌دهد.